# Campionati canadesi di sci alpino 1995
I Campionati canadesi di sci alpino 1995 si svolsero a Le Relais, a Mont-Sainte-Anne e a Stoneham dal 23 al 28 marzo. Il programma incluse gare di discesa libera, supergigante, slalom gigante, slalom speciale e combinata, sia maschili sia femminili.
Trattandosi di competizioni valide anche ai fini del punteggio FIS, vi parteciparono anche sciatori di altre federazioni, senza che questo consentisse loro di concorrere al titolo nazionale canadese.

## Risultati

### Uomini

#### Discesa libera
| Pos. | Atleta           | Nazione | Tempo   |
| ---- | ---------------- | ------- | ------- |
| 1    | Ed Podivinsky    | Canada  | 1:07,55 |
| 2    | Brian Stemmle    | Canada  | 1:07,61 |
| 3    | Darren Thorburn  | Canada  | 1:07,72 |
| 4    | Roman Torn       | Canada  | 1:07,96 |
| 5    | Cary Mullen      | Canada  | 1:08,13 |
| 6    | Luke Sauder      | Canada  | 1:08,48 |
| 7    | Kevin Wert       | Canada  | 1:08,58 |
| 8    | Thedy Brändli    | Canada  | 1:08,57 |
| 8    | Graydon Oldfield | Canada  | 1:08,57 |
| 10   | Ian Chernencoff  | Canada  | 1:09,08 |

Data: 26 marzo

Località: Mont-Sainte-Anne

#### Supergigante
| Pos. | Atleta           | Nazione | Tempo   |
| ---- | ---------------- | ------- | ------- |
| 1    | Brian Stemmle    | Canada  | 1:16,87 |
| 2    | Darren Thorburn  | Canada  | 1:17,34 |
| 3    | Ed Podivinsky    | Canada  | 1:17,40 |
| 4    | Thomas Grandi    | Canada  | 1:17,43 |
| 5    | Roman Torn       | Canada  | 1:17,75 |
| 6    | Cary Mullen      | Canada  | 1:17,76 |
| 7    | Thedy Brändli    | Canada  | 1:18,11 |
| 8    | Chad Mullen      | Canada  | 1:18,14 |
| 9    | Graydon Oldfield | Canada  | 1:18,50 |
| 10   | Darin McBeath    | Canada  | 1:18,55 |

Data: 28 marzo

Località: Mont-Sainte-Anne

#### Slalom gigante
| Pos. | Atleta                 | Nazione | Tempo   |
| ---- | ---------------------- | ------- | ------- |
| 1    | Thomas Grandi          | Canada  | 2:05,74 |
| 2    | Cary Mullen            | Canada  | 2:06,40 |
| 3    | Chad Mullen            | Canada  | 2:06,46 |
| 4    | Thedy Brändli          | Canada  | 2:06,65 |
| 5    | Ryan Oughtred          | Canada  | 2:06,77 |
| 6    | Jean-Pierre Daigneault | Canada  | 2:07,37 |
| 7    | Ed Podivinsky          | Canada  | 2:07,98 |
| 8    | Sean Valentine         | Canada  | 2:08,18 |
| 9    | Stanley Hayer          | Canada  | 2:08,32 |
| 10   | Ryan Forsyth           | Canada  | 2:08,35 |

Data: 24 marzo

Località: Stoneham/Le Relais

#### Slalom speciale
| Pos. | Atleta           | Nazione | Tempo   |
| ---- | ---------------- | ------- | ------- |
| 1    | Stanley Hayer    | Canada  | 1:39,30 |
| 2    | Rob Crossan      | Canada  | 1:39,83 |
| 3    | Thomas Grandi    | Canada  | 1:40,86 |
| 4    | Éric Villiard    | Canada  | 1:41,64 |
| 5    | Ed Podivinsky    | Canada  | 1:42,86 |
| 6    | Sean Valentine   | Canada  | 1:43,01 |
| 7    | Patrick Lussier  | Canada  | 1:43,26 |
| 8    | Ryan Forsyth     | Canada  | 1:43,83 |
| 9    | James Ashton     | Canada  | 1:44,67 |
| 10   | Gabriel Thibault | Canada  | 1:44,78 |

Data: 23 marzo

Località: Stoneham/Le Relais

#### Combinata
| Pos. | Atleta        | Nazione |
| ---- | ------------- | ------- |
| 1    | Ed Podivinsky | Canada  |
| 2    | ?             | ?       |
| 3    | ?             | ?       |

### Donne

#### Discesa libera
| Pos. | Atleta                | Nazione | Tempo   |
| ---- | --------------------- | ------- | ------- |
| 1    | Lindsey Roberts       | Canada  | 1:09,56 |
| 2    | Kate Pace             | Canada  | 1:10,25 |
| 3    | Michelle McKendry     | Canada  | 1:11,01 |
| 4    | Mélanie Turgeon       | Canada  | 1:11,07 |
| 5    | Blais Lana Mullen     | Canada  | 1:11,31 |
| 6    | Marie-Joëlle Clément  | Canada  | 1:11,32 |
| 7    | Catherine E. Lussier  | Canada  | 1:11,41 |
| 8    | Jennifer Cripps       | Canada  | 1:11,77 |
| 9    | Anne-Marie LeFrançois | Canada  | 1:11,96 |
| 10   | Jennifer Mickelson    | Canada  | 1:12,67 |

Data: 26 marzo

Località: Mont-Sainte-Anne

#### Supergigante
| Pos. | Atleta               | Nazione     | Tempo   |
| ---- | -------------------- | ----------- | ------- |
| 1    | Mélanie Turgeon      | Canada      | 1:20,95 |
| 2    | Lindsey Roberts      | Canada      | 1:21,08 |
| 3    | Michelle McKendry    | Canada      | 1:21,16 |
| 4    | Catherine E. Lussier | Canada      | 1:22,59 |
| 5    | Blais Lana Mullen    | Canada      | 1:22,99 |
| 6    | Anne-Marie St-Arnaud | Canada      | 1:23,54 |
| 7    | Erica MacConnell     | Stati Uniti | 1:24,82 |
| 8    | Gillian McFetridge   | Canada      | 1:24,95 |
| 9    | Erika Gibbons        | Canada      | 1:25,00 |
| 10   | Brigit Repas         | Canada      | 1:25,03 |

Data: 28 marzo

Località: Mont-Sainte-Anne

#### Slalom gigante
| Pos. | Atleta               | Nazione | Tempo   |
| ---- | -------------------- | ------- | ------- |
| 1    | Mélanie Turgeon      | Canada  | 2:11,72 |
| 2    | Edith Rozsa          | Canada  | 2:11,99 |
| 3    | Kylie Booth          | Canada  | 2:12,63 |
| 4    | Catherine E. Lussier | Canada  | 2:13,26 |
| 5    | Brigit Repas         | Canada  | 2:13,62 |
| 6    | Lindsey Roberts      | Canada  | 2:14,46 |
| 7    | Heather Munroe       | Canada  | 2:15,04 |
| 8    | Anne-Marie St-Arnaud | Canada  | 2:15,16 |
| 9    | Megan Mullen         | Canada  | 2:16,17 |
| 10   | Isabelle Charest     | Canada  | 2:16,36 |

Data: 24 marzo

Località: Stoneham/Le Relais

#### Slalom speciale
| Pos. | Atleta               | Nazione | Tempo   |
| ---- | -------------------- | ------- | ------- |
| 1    | Edith Rozsa          | Canada  | 1:29,30 |
| 2    | Marie-Joëlle Clément | Canada  | 1:29,96 |
| 3    | Kylie Booth          | Canada  | 1:31,51 |
| 4    | Heather Munroe       | Canada  | 1:32,23 |
| 5    | Anne-Marie St-Arnaud | Canada  | 1:33,08 |
| 6    | Isabelle Charest     | Canada  | 1:33,11 |
| 7    | Renee Lauber         | Canada  | 1:33,74 |
| 8    | Jennifer Asak        | Canada  | 1:34,22 |
| 9    | Megan Mullen         | Canada  | 1:34,45 |
| 10   | Allison Forsyth      | Canada  | 1:34,49 |

Data: 23 marzo

Località: Stoneham/Le Relais

#### Combinata
| Pos. | Atleta               | Nazione |
| ---- | -------------------- | ------- |
| 1    | Marie-Joëlle Clément | Canada  |
| 2    | ?                    | ?       |
| 3    | ?                    | ?       |